# Kompressibilitetsmodul
Kompressibilitetsmodul er i mekanikken en af de parametre, der beskriver et materiales stivhed.
Mere præcist beskriver komprissibilitetsmodulet hvordan et legemes volumenændring (sammentrykning) fører til en trykænding langs legemets overflade. Kompressibilitetsmodulet {\displaystyle K} defineres således:
{\displaystyle K=-{\frac {p}{\Delta V/V}}}
hvor {\displaystyle p} er trykændringen og {\displaystyle \Delta V/V} den relative volumenændring.
| Fysik | Spire Denne artikel om fysik er en spire som bør udbygges. Du er velkommen til at hjælpe Wikipedia ved at udvide den. |